# Jean-Lucien Savi de Tové
Jean‑Lucien Kwassi Lanyo Savi de Tové (nascido em 7 de maio de 1939) é um político e funcionário público togolês que exerce o cargo de quinto Presidente do Togo desde 2025. Membro da Convergência Pan-Africana Patriótica (CPP), foi anteriormente Ministro do Comércio, Indústria e Artesanato nos governos de Edem Kodjo e Yawovi Agboyibo entre 2005 e 2007.
Antigo líder da oposição, Savi de Tové foi preso várias vezes durante a presidência de Gnassingbé Eyadéma antes de ingressar no governo. Após a fundação da Convergência Pan-Africana Patriótica (CPP) em 1999, foi nomeado vice‑presidente. Nas Eleições parlamentares togolesas de 2007, foi candidato à Assembleia Nacional, mas não foi eleito. Em dezembro do mesmo ano, foi demitido do governo e, no mesmo dia, renunciou ao cargo de vice‑presidente da CPP.
Em maio de 2025, Savi de Tové foi eleito por unanimidade presidente pelo Parlamento do Togo após uma reforma constitucional de 2024 que alterou o método de eleição presidencial de voto popular direto para eleição indireta pela Assembleia Nacional. Assumiu o cargo sucedendo Faure Gnassingbé, filho de Eyadéma, tornando‑se o primeiro ocupante de um cargo agora cerimonial, já que a maior parte dos poderes presidenciais passou ao novo cargo de Presidente do Conselho de Ministros do Togo. O cargo foi assumido por Gnassingbé, que reteve a maior parte do poder executivo. Com quase 86 anos ao tomar posse, Savi de Tové é a pessoa de maior idade a assumir a presidência do país.

## Início da vida e educação
Savi de Tové nasceu em Lomé numa família Ewé. Formou‑se em Direito pela Universidade de Bordéus.

## Carreira política
Após o Golpe de Estado no Togo em 1967, aos 28 anos, Savi de Tové foi nomeado Secretário-Geral do Ministério das Relações Exteriores em 6 de fevereiro de 1967. Em 1969, o presidente Eyadéma fundou o RPT e Savi de Tové aderiu ao partido, que era o único legal no país, então sob regime de partido único.
Foi substituído como secretário-geral em 1974 por Kouanvi Tigoue (interino), e definitivamente em 1975 por Kodjo de Medeiros. Acusado de conspirar em golpe junto a outros políticos como Gilchrist Olympio, teve mandado de prisão emitido em 12 de julho de 1979 e foi preso. Foi condenado em agosto de 1979, junto a quatro outros réus, a dez anos de prisão.
Em 1986, deixou o RPT, passou a atuar como político independente e participou dos Protestos no Togo de 1990–1991 contra Eyadéma exigindo o retorno ao multipartidarismo. Após sua legalização em 1991, fundou o Partido dos Democratas pela Unidade (PDU). Teve papel importante na conferência nacional de julho-agosto que instituiu um governo de transição.
Em março de 1993, a coalizão opositora propôs Savi de Tové como primeiro-ministro durante encontro em Cotonou, no Benim, criticando a colaboração do então PM Joseph Kokou Koffigoh com Eyadéma. A proposta foi rejeitada pelo governo. Em 1994, saiu do PDU e concorreu como independente nas eleições parlamentares, mas não foi eleito, voltando depois ao partido. Em 1999, o PDU fundiu-se com UTD e UTS, formando a CPP, liderada por Edem Kodjo. Savi de Tové tornou-se primeiro vice-presidente da CPP.
Em junho de 2005, foi nomeado Ministro do Comércio, Indústria e Artesanato. Manteve o cargo no governo de Yawovi Agboyibo. Assinou o acordo político do diálogo intertogolês em nome da CPP. Nas eleições de 2007, liderou a lista da CPP em Zio, mas o partido não elegeu parlamentares. Foi demitido em dezembro. Em 27 de maio de 2009, tornou-se presidente do Quadro Permanente de Diálogo e Consulta (CPDC).

## Presidência (2025–presente)
Em maio de 2024, o Togo adotou uma nova Constituição do Togo, transformando-se em uma república parlamentarista, com a maior parte dos poderes transferidos ao Presidente do Conselho de Ministros do Togo. O cargo de presidente tornou-se cerimonial e passou a ser eleito pela Assembleia Nacional. O mandato foi reduzido de cinco para quatro anos, com possibilidade de uma reeleição.
As reformas entraram em vigor em maio de 2025, e Savi de Tové foi eleito presidente pela Assembleia Nacional. Foi empossado imediatamente, tornando-se o primeiro presidente da Quinta República. Faure Gnassingbé passou ao cargo de presidente do Conselho de Ministros, com os principais poderes executivos.

## Homenagens
- Ordem do Mono – Comandante (2006)[31]